# Eragrostis megalosperma
Eragrostis megalosperma är en gräsart som beskrevs av Ferdinand von Mueller och George Bentham. Eragrostis megalosperma ingår i släktet kärleksgrässläktet, och familjen gräs. Inga underarter finns listade i Catalogue of Life.